# Rachel Ruyschová
Rachel Ruyschová (3. června 1664 Haag — 12. srpna 1750 Amsterdam) byla nizozemská malířka zátiší ze Severního Nizozemska. Specializovala se na květiny, vynalezla svůj vlastní styl a během svého života dosáhla mezinárodní slávy. Díky dlouhé a úspěšné kariéře, která trvala přes šest desetiletí, se stala nejlépe zdokumentovanou malířkou nizozemského zlatého věku.

## Život a dílo
Ve třech letech se Rachel Ruyschová přestěhovala s rodiči z Haagu do Amsterdamu. Její otec, Frederik Ruysch, známý anatom a botanik, zde získal profesorské místo na univerzitě. Svému otci pomáhala uspořádat velkou botanickou sbírku, při tom získala znalosti z botaniky, naučila se pozorovat a zachycovat přírodu v jejích nejmenších detailech. V patnácti letech se začala učit u Willema van Aelsta, známého deltfského malíře zátiší. 
Roku 1693 se provdala za portrétistu Juriaena Poola (1666–1745), s kterým měla deset dětí. Přes své rodinné povinnosti se celý svůj život věnovala malbě. Je zdokumentováno asi 250 jejích obrazů, do dneška se jich zachovalo něco kolem stovky. Byla jednou z nejúspěšnějších holandských malířek květinových zátiší. Její precizní technika práce se štětcem dodávala povrchům jejích pláten hloubku a jasnost. Asymetrické kompozice s povadlými květinami a divokými stonky na tmavém pozadí vyvolávaly dramatický dojem. Spojovala různorodé květy a pečlivě volila jejich symbolický význam. Na některých obrazech jsou květiny doplněny různými drobnými živočichy: brouky, ještěrkami, hmyzem. Je také známá detailním a realistickým zobrazením skleněných váz. Její obrazy se prodávaly za vysoké ceny.
Roku 1701 byla Rachel Ruyschová přijata do malířského cechu v Haagu. O několik let později byla pozvána na dvůr do Düsseldorfu, a pracovala zde jako dvorní malířka pro Johanna Wilhelma. Působila zde mezi lety 1708 až 1716.  Roku 1723 vyhrála loterii, ale stále malovala pro své prominentní klienty.
Ruyschová žila 85 let a byla umělecky aktivní téměř po celý život. Svůj poslední datovaný obraz namalovala v roce 1747, kdy jí bylo osmdesát tři let.

## Galerie

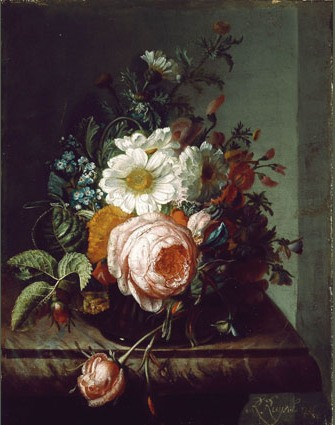
Kytice na mramorovém stole (1746)
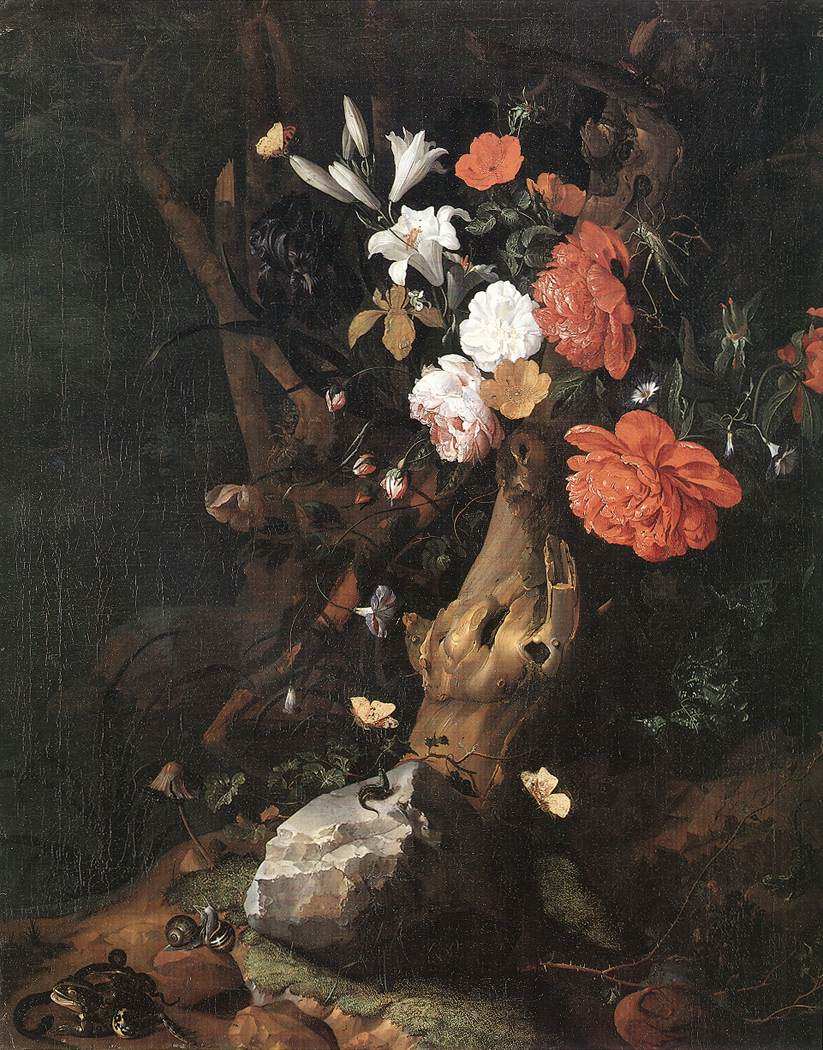
Květiny kolem kmene stromu
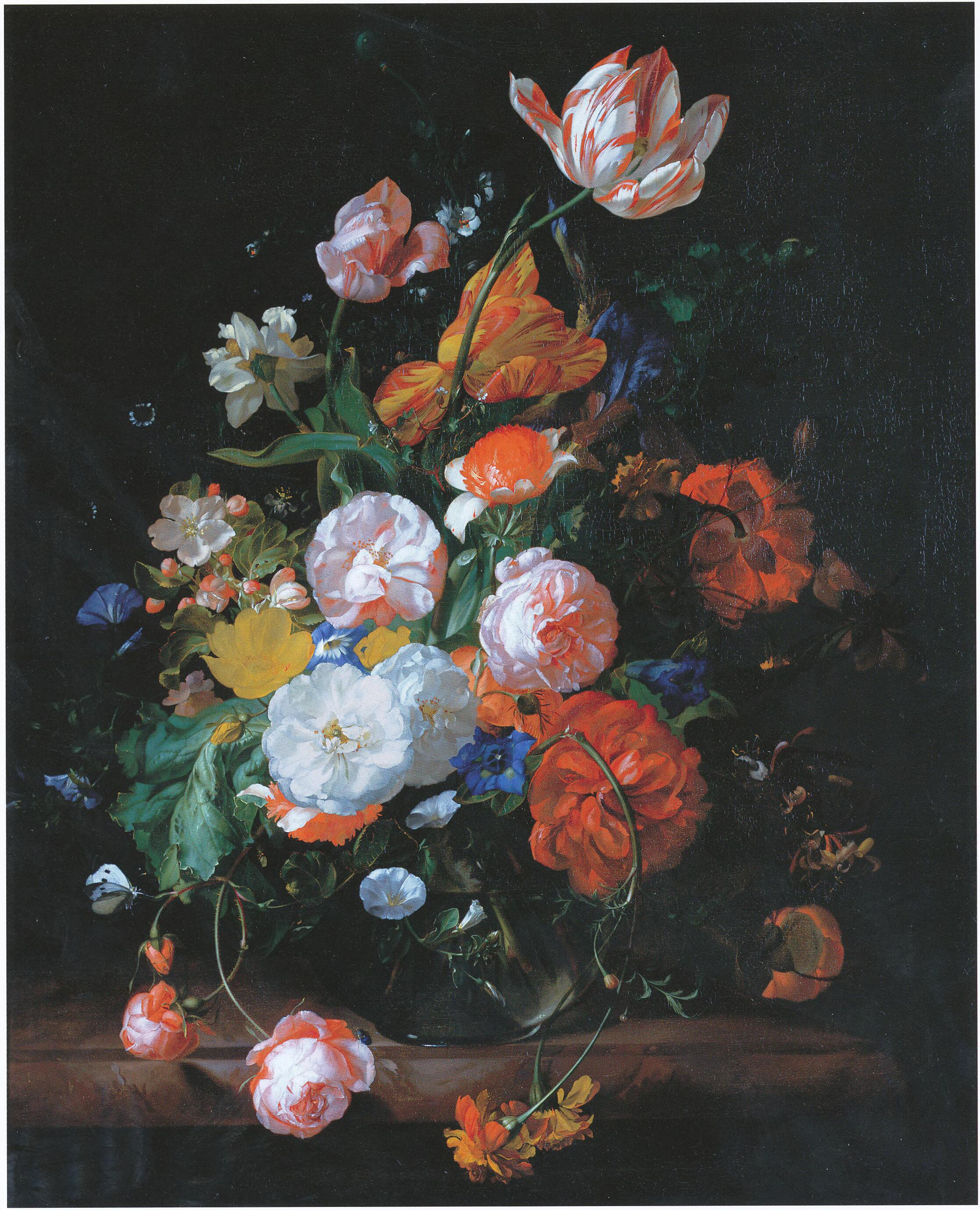
Květiny ve skleněné váze na mramorové desce(1709)
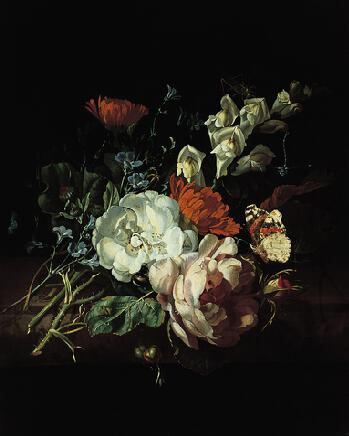
Kytička na mramorovém podstavci (cca 1695)
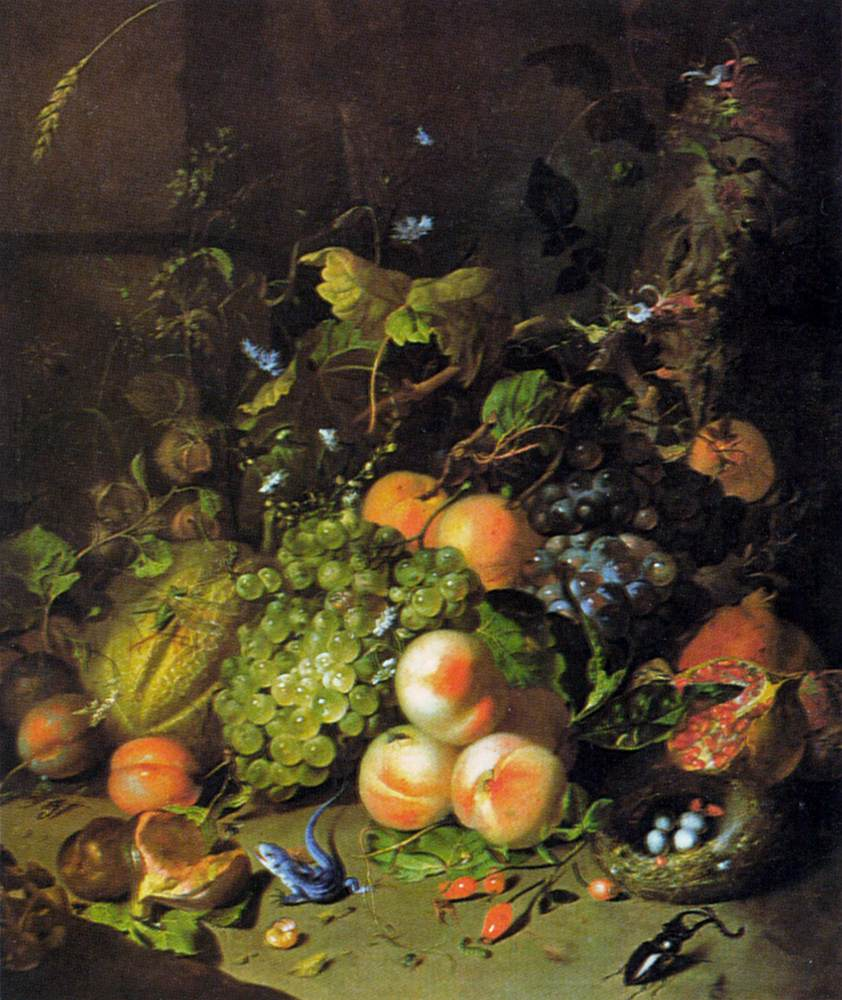
Ovoce, hnízdo, ještěrka a hmyz
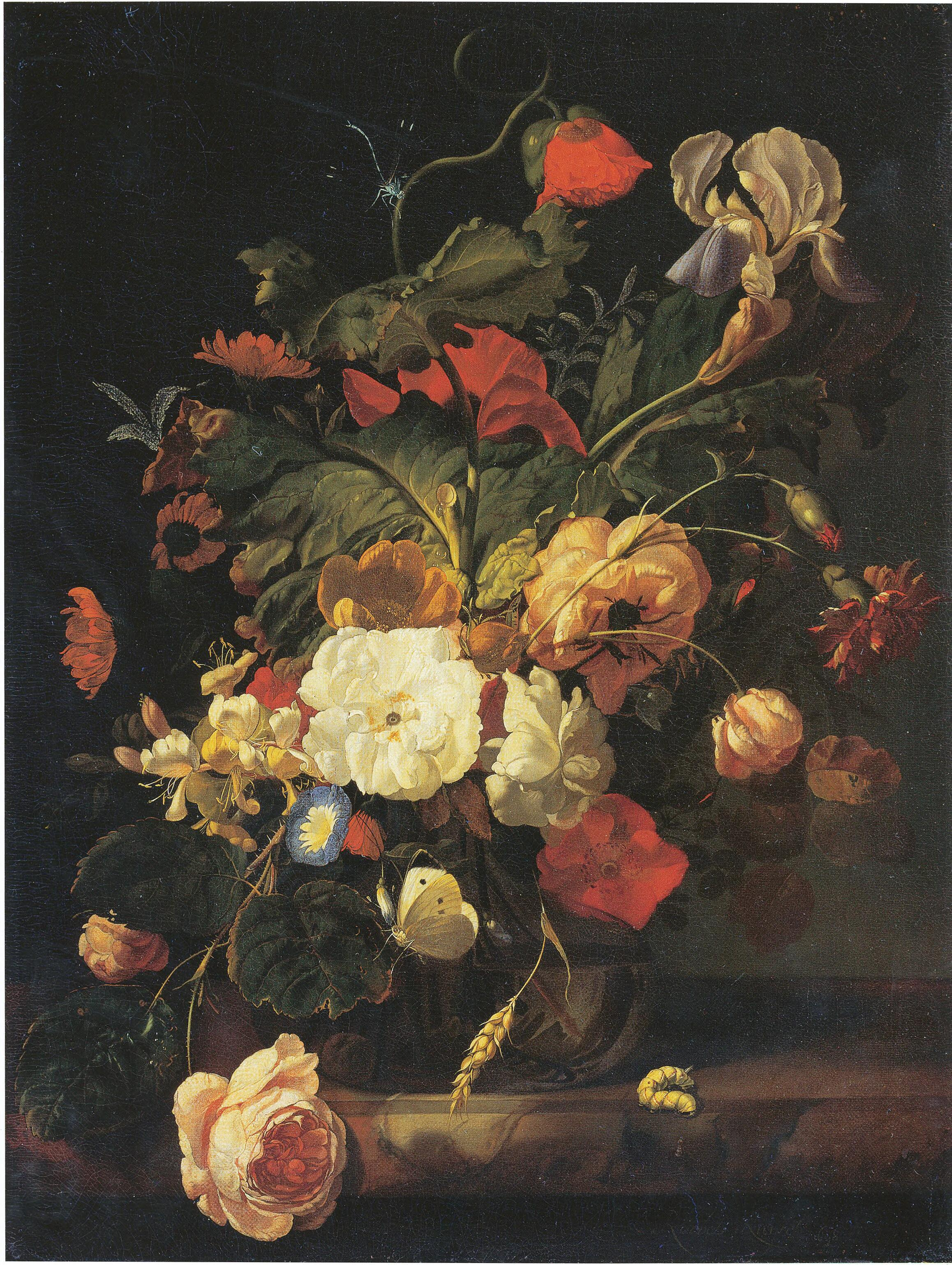
Kytice ve skleněné váza (1698)